# Miracarus similis
Miracarus similis är en kvalsterart som beskrevs av Subías och Iturrondobeitia 1978. Miracarus similis ingår i släktet Miracarus och familjen Microzetidae. Inga underarter finns listade i Catalogue of Life.